# بیلی کریستال
ویلیام ادوارد بیلی کریستال (به انگلیسی: Billy Crystal) (متولد ۱۹ مارس ۱۹۴۸) بازیگر، نویسنده، تهیه‌کننده، کمدین و کارگردان آمریکایی است.
همچنین او نه بار مجری جایزه اسکار از جمله جوایز اسکار ۸۴ام بوده‌است.

## بخشی از فیلمشناخت
- مامانو از قطار بنداز پایین (۱۹۸۷)
- حقه‌بازان شهر (۱۹۹۱)
- در جستجوی دکتر سئوس (۱۹۹۴)
- پاریس را فراموش کن (۱۹۹۵)
- هری ساختارشکن (۱۹۹۷)
- دوستان (مجموعه تلویزیونی) (۱۹۹۷)
- روز پدر (۱۹۹۷)
- تحلیل این (۱۹۹۹)
- شرکت هیولاها (۲۰۰۱)
- تحلیل آن (۲۰۰۲)
- ماشین جدید مایک (۲۰۰۲)
- دلبر آمریکایی (۲۰۰۲)
- آن را تحلیل کن (۲۰۰۲)
- قصر متحرک هاول (۲۰۰۴)
- ماشین‌ها (۲۰۰۶)
- پری دندان (۲۰۱۰)
- راهنمایی والدین (۲۰۱۲)
- دانشگاه هیولاها(۲۰۱۳)
- کمدین (۲۰۱۶)
- اینجا امروز (۲۰۲۱)